# Gabaza albiseta
Gabaza albiseta är en tvåvingeart som först beskrevs av de Meijere 1907.  Gabaza albiseta ingår i släktet Gabaza och familjen vapenflugor. Inga underarter finns listade i Catalogue of Life.